# Механизированный батальон
Механизированный батальон — основное общевойсковое тактическое подразделение в механизированных (мотострелковых, мотопехотных, моторизованных) войсках многих государств,  предназначенное для выполнения тактических задач в составе общевойскового формирования (полк, бригада, дивизия), а в некоторых случаях и самостоятельно в тесном взаимодействии с соединениями, частями и подразделениями других родов войск и специальных войск Сухопутных войск в различных условиях. 
Механизированный батальон является расчетной тактической единицей соединения при планировании боя и проведении расчетов для проведения марша, при перевозке по железной дороге, водным путем, воздушным транспортом. 
Механизированный батальон оснащен современной военной техникой, высокоманевренный на поле боя, имеет значительную бронированную защиту и устойчивость к оружию массового поражения противника. Батальон способен при взаимодействии с соседями и самостоятельно прочно удерживать занятый район обороны на различной местности и при любой погоде, уничтожать воздушные десанты, вертолеты и другие низколетящие цели противника, успешно вести наступление, проводить марш на большие расстояния, быстро использовать результаты огневых ударов для завершения разгрома противника. 
Механизированные батальоны, взаимодействуя между собой, а также с артиллерией и подразделениями других родов войск и специальных войск, выполняют основные задачи по непосредственному уничтожению живой силы и огневых средств противника в ближнем бою, используя результаты огневого поражения противника, умело сочетая огонь в наступлении, могут быстро окружить противника, уничтожить его живую силу, танки, БМП, БТР, артиллерию, противотанковые средства, а также средства ядерного и химического нападения, самолеты и вертолеты. 
В зависимости от организационной принадлежности батальон может иметь на вооружении БМП и (или) БТР, танки. Если батальон имеет на вооружении БМП, то его называют механизированным батальоном на БМП. Если батальон имеет на вооружении БТР, то его, соответственно, называют механизированным батальоном на БТР. В состав механизированных батальонов могут входить танковые роты, вооруженные современными основными боевыми танками . 

## Организационная структура механизированного батальона на примере Вооруженных сил Украины
Механизированный батальон на БМП: 
- штаб (4 чел. )
- управления (5 чел.)
- танковая рота (В роте - управление, 3 танковых взвода по 12 чел. по 4 Т-64Б/БМ "Булат" + танк командира роты. Всего: 13 танков, 41 чел.)
- 3 мехроты на БМП (Состав роты: командир роты + управление 7 чел .: замполит, старшина, техник, наводчик-оператор, механик-водитель, писарь, санинструктор и 3 мехвзвода по 3 БМП и 28 чел. В каждом взводе: комвзвода + управление 3 чел .: замкомвзвода, стрелок-санитар, снайпер и 3 отделения по 8 чел. Состав отделения: командир, наводчик-оператор, механик-водитель, стрелок-пулеметчик, стрелок-гранатометчик, стрелок-помощник гранатометчика, старший стрелок, стрелок. Всего в роте: 11 БМП и 92 чел.: 5 офицеров, 2 прапорщика, 85 сержантов и солдат)
- 120-мм минометная батарея (взвод управления, 2 минометных взвода по 3 120-мм миномета 2С12. Всего 6 минометов, 61 чел.)
- гранатометный взвод (25 чел., 6 АГС-17)
- зенитно-ракетный взвод (16 чел., 9 ПЗРК "Стрела-3")
- разведывательный взвод (22 чел., 1 БРМ-1К)
- узел связи (29 чел. )
- инженерно-саперный взвод (19 чел.)
- рота обеспечения (48 чел.)
- медпункт (9 чел.)

Всего в механизированном батальоне на БМП:
- 555 чел. (40 офицеров, 12 прапорщиков, 84 сержанта, 419 солдат),
- 13 танков Т-64Б/БМ "Булат",
- 38 БМП-1,
- 1 БМП-1К,
- 1 БМП-1КШ,
- 1 БРМ-1К,
- 1 БТР-60ПБ,
- 6 120-мм минометов 2С12 (на ГАЗ-66),
- 9 ПЗРК,
- 6 АГС-17,
- 1 ПЗМ-2,
- 1 БРЭМ,
- 15 грузовых автомобилей,
- 19 специальных автомобилей.